# حزب الوفاق الإسلامي
حزب الوفاق الإسلامي وكان يُعرف من قبل باسم لجنة الوِفاق هو حزب سياسي إيراني يرتبطُ بالأقلية العربية في محافظة خوزستان. اشتركَ الحزب في وقتٍ ما مع جبهة المشاركة، حيثُ كانَ يوصف بالجناح العربي في إيران. حصلَ الحزب على عدة مقاعد في مجلس مدينة الأحواز كما نالَ مقعدًا في البرلمان الإيراني.

## الحل
بحلول الرابع من تشرين الثاني/نوفمبر 2006 حظرَ النظام القضائي في إيران الحزب وضيّق على نشاطاته بعدما اتهمهُ «بالتحريض على الاضطرابات ومعارضة النظام». اتهمت الحكومة قادتهُ مجددًا بتأجيج اضطرابات الأهواز 2005. في أعقاب ذلك؛ شنّت السلطات الإيرانية حملات مداهمة واعتقلت الكثير من قادتهِ فيما فرّ الباقي وانضموا لحركة النضال العربي لتحرير الأحواز وهي منظمة انفصالية تسعى لتخليص العرب في الأحواز من قبضة طهران التي تعتبرها منظمة إرهابية.

## نتائج الانتخابات
| السّنة                                 | عدد المقاعد                           | +/–                                   | المرجع                                |
| الانتخابات المحلية مجلس مدينة الأحواز | الانتخابات المحلية مجلس مدينة الأحواز | الانتخابات المحلية مجلس مدينة الأحواز | الانتخابات المحلية مجلس مدينة الأحواز |
| ------------------------------------- | ------------------------------------- | ------------------------------------- | ------------------------------------- |
| 1999                                  | 3 / 9 (33%)                           |                                       |                                       |
| 2003                                  | 8 / 9 (89%)                           | ▲ 5                                   |                                       |
| الانتخابات البرلمانية الأحواز         |                                       |                                       |                                       |
| 2000                                  | 1 / 3 (33%)                           |                                       |                                       |
| 2004                                  | 0 / 3 (0%)                            | ▼ 1                                   |                                       |